# Ioannis Sykoutris
Ioannis Sykoutris, řecky Ιωάννης Συκουτρής, (1. prosince 1901, Smyrna – 21. září 1937, Korint) byl řecký klasický filolog.

## Životopis
Narodil se v Smyrně, kdy město bylo ještě osídlené převážně Řeky. Navštěvoval místní evangelickou školu (Εὐαγγελικὴ σχολή) a mohl být v roce 1919 přijat ke studiu na Athénské univerzitě díky nadprůměrným výkonům a s podporou arcibiskupa ze Smyrny. Po dobytí Smyrny v řecko-turecké válce přerušil studium a šel na Kypr jako učitel. Po válce absolvoval v letech 1924 až 1925 v Aténách a odjel do Německa, kde prohloubil svá studia: rok v Lipsku, poté tři roky v Berlíně. V Berlíně se seznámil s Ulrichem von Wilamowitz-Moellendorff, Wilhelmem Schubartem a Paulem Maasem.
Po návratu do Řecka učil po dobu jednoho roku na Arsakeionu v Aténách a pracoval jako knihovník Athénské akademie, než ho jmenovali docentem na univerzitě. Pozvání z pražské německé univerzity (1933) odmítl. V následujících letech zažil hodně kritiky na své publikace o Platónovu Symposionu a starořecké pederastii. V roce 1937 si vzal život.
V Řecku je zvláště znám jako překladatel Aristotela a Platona. Akademie v Aténách podle něj pojmenovala knihovnu.